# Lancelote, o Cavaleiro da Carreta

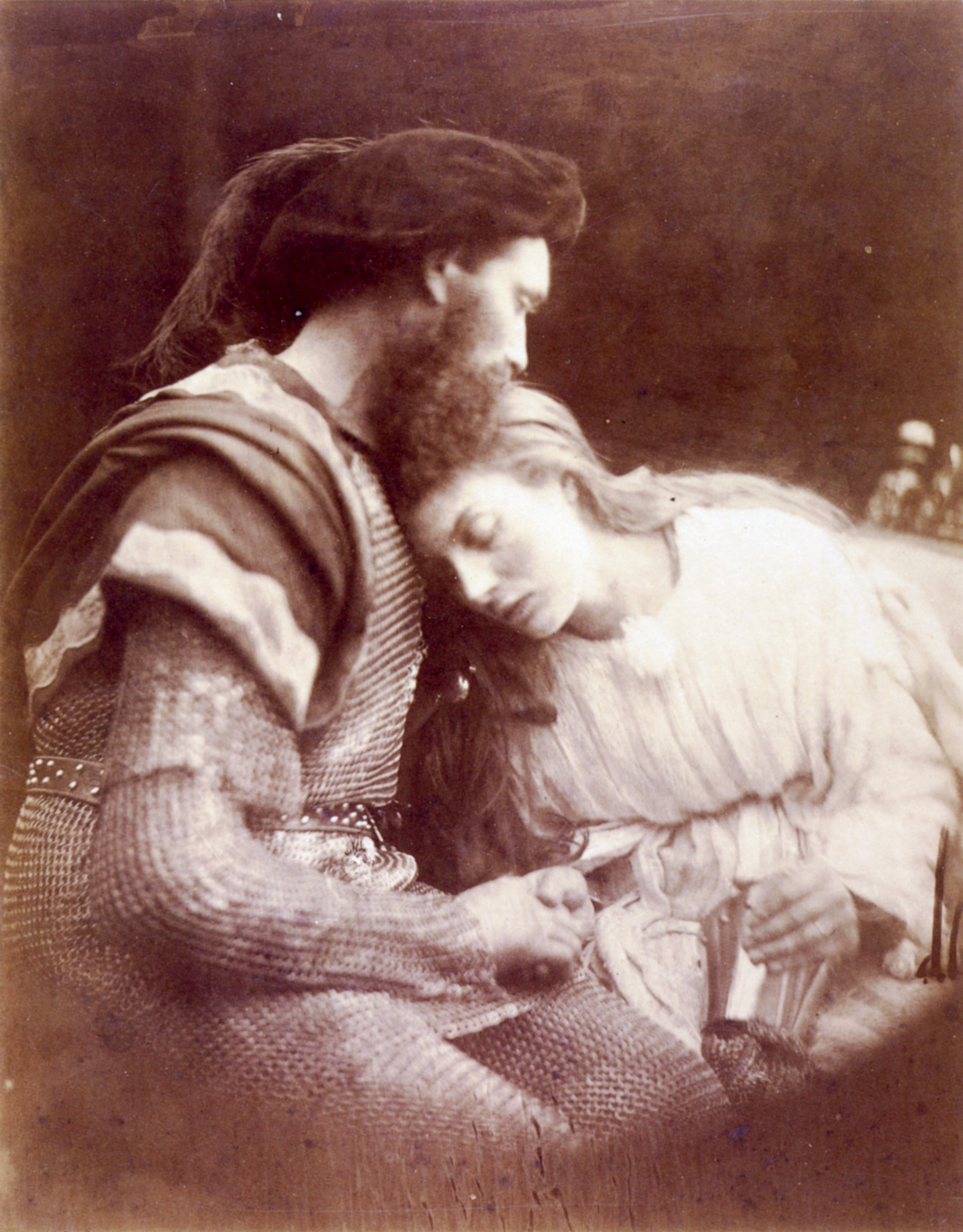
A despedida de Lancelote e Guinevere (por Julia Margaret Cameron, 1874).

Lancelote, o Cavaleiro da Carreta (em francês: Lancelot, le chevalier de la charrette) é um poema em francês antigo escrito por Chrétien de Troyes. Chrétien provavelmente compôs a obra na mesma época ou um pouco antes de ter escrito Ivain, o Cavaleiro do Leão, o qual se refere por várias vezes aos sucessos em Lancelote. O caso de amor entre Guinevere e Lancelote surge pela primeira vez neste poema, bem como a corte do Rei Artur, Camelot.

## Temas
A acção se concentra no resgate da rainha efetuado por Lancelote, depois de ela ter sido raptada por Meleagant. O "Rapto de Guinevere" é um dos temas mais antigos da lenda arturiana, aparecendo também na Vida de Gildas de Caradoc de Llancarfan e tendo sido esculpida na arquivolta da catedral de Modena. Depois que a versão de Chrétien tornou-se popular, foi incorporada no Ciclo do Lancelote-Graal e posteriormente em Le Morte d'Arthur de Thomas Malory .
Chrétien disse que havia escrito o romance a pedido de Marie, condessa de Champagne, filha de Eleonor da Aquitânia e Luís VII da França, e aparentemente sua patrocinadora na época. Há motivo para se acreditar que o adultério de Lancelote e Guinevere foi totalmente inventado por Chrétien para o poema, mas é possível que ele tenha encontrado o episódio em qualquer outra fonte que Marie tenha lhe fornecido. O poeta não concluiu ele mesmo o trabalho, deixando que Godefroi de Leigni completasse as últimas mil linhas. Tem havido muita especulação sobre a atitude de Chrétien em relação ao poema; alguns estudiosos sugerem que ele o abandonou porque desaprovava a questão do adultério. Em acréscimo, ele poderia não estar interessado em uma narrativa "empurrada" por sua patrocinadora, preferindo gastar mais tempo com Ivain. Há também especulações sobre a relação deste poema com o alemão Lanzelet de Ulrich von Zatzikhoven, o qual apresenta o sequestro da rainha mas não o caso de amor com Lanzelet, e que pode derivar de uma versão da história que antecede o Cavaleiro da Carreta mágica.

### Em inglês
- Lancelote, o Cavaleiro da Carreta no Projeto Gutenberg  (inclui Lancelote)
- «The Charrette Project 2 na Baylor University». (em inglês)
- «Princeton's Charrette Project». (em inglês)

### Em português
- «Lancelote e os moldes do amor cortês». por Fernanda Salomão Vilar. Em UNICAMP[ligação inativa]. Acessado em 22 de junho de 2007. (em português)
- «Dois cavaleiros: o perfeito e o (ambi) Valente» (PDF). por Carlos Manoel de Hollanda Ca valcanti. Em História - imagens e narrativas. Acessado em 22 de junho de 2007. (em português)